# آدا ایر
آدا ایر (انگلیسی: Ada Air) شرکت هواپیمایی آلبانیایی است، که در سال ۱۹۹۱ تأسیس شد.